# 柴田勝政
柴田勝政（1557年－1583年4月21日）是日本戰國時代至安土桃山時代武將。佐久間盛次三子。哥哥是佐久間盛政和佐久間安政，弟弟有佐久間勝之。本名是佐久間勝政。通稱三左衛門。妻子是日根野高吉之妹。兒子有柴田勝重和柴田勝次。成為越前國勝山城城主時以勝安為名。

## 簡歷
尾張出身。與兄長們一同仕於織田信長，隸屬於柴田勝家的北陸平定軍。勇武出眾，因為在平定加賀一向一揆時立下戰功，所以被勝家喜愛而收為養子，被允許使用柴田姓。與同是勝家養子的柴田勝豐關係惡劣並經常對立。而勝家亦漸漸重用勝政而輕視勝豐，據說這就是天正11年（1583年）的賤岳之戰中勝豐倒戈的原因。
關於勝政的生死有兩種說法。一說是勝政在撤退中受到羽柴軍追擊，被羽柴秀吉的小姓脇坂安治討伐而敗死，在『寛政重修諸家譜』和『藩翰譜』中甚至記載為「討死」（討死す），但是沒有收回遺骸的記錄，因此生存的說法亦存在；在賤岳之戰後被秀吉饒恕而免罪，而且成為金森長近的家臣，之後在四國度過餘生。
菩提寺是福井縣勝山市的義宣寺。戒名是蘭香宋榮大居士。在勝山當地實施免除夫役和建設水道等善政，被對此感謝的領民供養並經營著法要，位牌到現在亦存在。